# 松井政吉
松井 政吉（まつい まさきち、1906年（明治39年）3月27日 - 1993年（平成5年）9月19日）は、日本の政治家。日本社会党衆議院議員（当選6回）。日本対外文化協会理事長、日本電信電話公社経営委員会委員。

## 略歴
新潟県南魚沼郡五十沢村（現南魚沼市）生まれ。1930年、専修大学卒業。日本運輸労働組合組合長など労組幹部を歴任。1933年、社会大衆党中央執行委員。1949年、第24回衆議院議員総選挙に福島3区から出馬し当選。以後当選6回。この間、衆議院逓信委員長、社会党の労働部長、農民部長、組織部長などを歴任。社会党の左右分裂時代は右派社会党に所属していた。

## ソ連との関係
1966年、ソ連政府の提案によるソ連・東欧との交流組織、日本対外文化協会（対文協）を松前重義、石原萠記らとともに設立。副会長、理事長を務め、日ソ友好に尽力した。

## 著作
- 『戦後日本社会党私記』自由社、1972年。
- 『国会断罪・議員追想』自由社、1981年。
- 『裏方政治家の人生』自由社、1990年。